# Лачя Вас
Лачя Вас (словен. Lačja Vas) — поселення в общині Назарє, Савинський регіон, Словенія. Висота над рівнем моря: 358,9 м.